# Esgrima als Jocs Olímpics d'estiu de 1928 - espasa per equips masculina
La competició d'espasa per equips masculina va ser una de les set proves del programa d'esgrima que es van disputar als Jocs Olímpics d'Amsterdam de 1928. La prova es va disputar entre el 3 i 5 d'agost de 1928, amb la participació de 93 tiradors procedents de 18 nacions diferents.

## Medallistes
| Or | Plata                                                                                                 | Bronze |
| ItàliaCarlo Agostoni · Giulio Basletta · Marcello Bertinetti · Giancarlo Cornaggia · Renzo Minoli · Franco Riccardi | FrançaArmand Massard · Georges Buchard · Gaston Amson · Emile Cornic · Bernard Schmetz · René Barbier | PortugalPaulo d'Eça Leal · Mário de Noronha · Jorge de Paiva · Frederico Paredes · Joao Sassetti · Henrique da Silveira |

## Participants
| Alemanya - Theodor Fischer - Fritz Gazzera - Hans Halberstadt - Fritz Jack Bèlgica - Émile Barbier - Balthazar De Beukelaer - Charles Delporte - Charles Debeur - Léon Tom - Georges Dambois Dinamarca - Ivan Osiier - Jens Berthelsen - Otto Bærentzen - Peter Ryefelt - Johan Praem Egipte - Elie Adda - Joseph Misrahi - Mohamed Charaoui - Saul Moyal - Salvator Cicurel Espanya - Juan Delgado - Domingo García - Diego Díez de Rivera - Fèlix de Pomés - Fidel González Estats Units - Arthur Lyon - George Calnan - Allen Milner - Harold Rayner - Henry Breckinridge - Edward Barnett | França - Georges Buchard - Gaston Amson - Émile Cornic - Bernard Schmetz - René Barbier Grècia - Konstantinos Botasis - Tryfon Triantafyllakos - Konstantinos Nikolopoulos - Georgios Ambet - Konstantinos Bembis Hongria - József Rády - János Hajdú - Albert Bógathy - György Piller-Jekelfalussy - Ottó Hátszeghy Itàlia - Giulio Basletta - Marcello Bertinetti - Giancarlo Cornaggia-Medici - Carlo Agostoni - Renzo Minoli - Franco Riccardi Noruega - Sigurd Akre-Aas - Raoul Heide - Frithjof Lorentzen - Jacob Bergsland Països Baixos - Leonard Kuypers - Arie de Jong - Henri Wijnoldy-Daniëls - Willem Driebergen - Alfred Labouchere - Karel, Jonkheer van den Brandeler | Portugal - Paulo d'Eça Leal - Mário de Noronha - Jorge de Paiva - Frederico Paredes - João Sassetti - Henrique da Silveira Regne Unit - Charles Biscoe - Bertie Childs - David Drury - Martin Holt Romania - Mihai Savu - Gheorghe Caranfil - Răzvan Penescu - Dan Gheorghiu - Ion Rudeanu Suècia - Nils Hellsten - Sidney Stranne - Gunnar Cederschiöld - Bertil Uggla Suïssa - Édouard Fitting - Henri Jacquet - Frédéric Fitting - Eugène Empeyta - John Albaret - Paul de Graffenried Txecoslovàquia - Martin Harden - Josef Jungmann - František Kříž - Jan Tille - Miroslav Beznoska - Jan Černohorský |

## Resultats
Font: Resultats oficials; De Wael

### Ronda 1
Cada grup es disputava amb un tots contra tots, on els combats que no eren necessaris per al resultat final no es disputaven. Els combats eren a dos tocs, i cada esgrimidor d'una nació s'enfrontava contra tots els de l'altra. La nació que guanyava més combats individuals s'emportava el punt. En cas d'empat, 8-8, es tenien en compte els tocs totals. Els dos primers de cada grup es classificaven per disputar la segona ronda.
| Sèrie A | Sèrie A        | Sèrie A   | Sèrie A  | Sèrie A |
| Pos.    | Nació          | Victòries | Derrotes | Qual.   |
| ------- | -------------- | --------- | -------- | ------- |
| 1       | França         | 2         | 0        | Q       |
| 2       | Txecoslovàquia | 1         | 1        | Q       |
| 3       | Grècia         | 0         | 2        |         |

| Sèrie B | Sèrie B   | Sèrie B   | Sèrie B  | Sèrie B |
| Pos.    | Nació     | Victòries | Derrotes | Qual.   |
| ------- | --------- | --------- | -------- | ------- |
| 1       | Bèlgica   | 1         | 0        | Q       |
| 2       | Espanya   | 1         | 0        | Q       |
| 3       | Dinamarca | 0         | 2        |         |

| Sèrie C | Sèrie C | Sèrie C   | Sèrie C  | Sèrie C |
| Pos.    | Nació   | Victòries | Derrotes | Qual.   |
| ------- | ------- | --------- | -------- | ------- |
| 1       | Itàlia  | 0         | 0        | Q       |

| Sèrie D | Sèrie D       | Sèrie D   | Sèrie D  | Sèrie D |
| Pos.    | Nació         | Victòries | Derrotes | Qual.   |
| ------- | ------------- | --------- | -------- | ------- |
| 1       | Portugal      | 2         | 0        | Q       |
| 2       | Països Baixos | 1         | 1        | Q       |
| 3       | Suècia        | 0         | 2        |         |

| Sèrie E | Sèrie E    | Sèrie E   | Sèrie E  | Sèrie E |
| Pos.    | Nació      | Victòries | Derrotes | Qual.   |
| ------- | ---------- | --------- | -------- | ------- |
| 1       | Suïssa     | 1 (20)    | 1        | Q       |
| 2       | Noruega    | 1 (16)    | 1        | Q       |
| 3       | Regne Unit | 1 (10)    | 1        |         |

| Sèrie F | Sèrie F      | Sèrie F   | Sèrie F  | Sèrie F |
| Pos.    | Nació        | Victòries | Derrotes | Qual.   |
| ------- | ------------ | --------- | -------- | ------- |
| 1       | Estats Units | 2         | 0        | Q       |
| 2       | Egipte       | 1         | 1        | Q       |
| 3       | Hongria      | 0         | 2        |         |

| Sèrie G | Sèrie G  | Sèrie G   | Sèrie G  | Sèrie G |
| Pos.    | Nació    | Victòries | Derrotes | Qual.   |
| ------- | -------- | --------- | -------- | ------- |
| 1       | Alemanya | 1         | 0        | Q       |
| 2       | Romania  | 0         | 1        | Q       |

### Sèries 2
Cada grup es disputava amb un tots contra tots, on els combats que no eren necessaris per al resultat final no es disputaven. Els combats eren a dos tocs, i cada esgrimidor d'una nació s'enfrontava contra tots els de l'altra. La nació que guanyava més combats individuals s'emportava el punt. En cas d'empat, 8-8, es tenien en compte els tocs totals. Els dos primers de cada grup es classificaven per disputar la segona ronda.
| Sèrie A | Sèrie A        | Sèrie A   | Sèrie A  | Sèrie A |
| Pos.    | Nació          | Victòries | Derrotes | Qual.   |
| ------- | -------------- | --------- | -------- | ------- |
| 1       | Bèlgica        | 2         | 0        | Q       |
| 2       | Txecoslovàquia | 1         | 1        | Q       |
| 3       | Romania        | 0         | 2        |         |

| Sèrie B | Sèrie B  | Sèrie B   | Sèrie B  | Sèrie B |
| Pos.    | Nació    | Victòries | Derrotes | Qual.   |
| ------- | -------- | --------- | -------- | ------- |
| 1       | Itàlia   | 3         | 0        | Q       |
| 2       | Espanya  | 1⁄2       | 1⁄2      | Q       |
| 3       | Egipte   | 1         | 2        |         |
| 4       | Alemanya | 1⁄2       | 21⁄2     |         |

| Sèrie C | Sèrie C       | Sèrie C   | Sèrie C  | Sèrie C |
| Pos.    | Nació         | Victòries | Derrotes | Qual.   |
| ------- | ------------- | --------- | -------- | ------- |
| 1       | França        | 2         | 0        | Q       |
| 2       | Països Baixos | 1         | 1        | Q       |
| 3       | Suïssa        | 0         | 2        |         |

| Sèrie D | Sèrie D      | Sèrie D   | Sèrie D  | Sèrie D |
| Pos.    | Nació        | Victòries | Derrotes | Qual.   |
| ------- | ------------ | --------- | -------- | ------- |
| 1       | Portugal     | 2         | 0        | Q       |
| 2       | Estats Units | 1         | 1        | Q       |
| 3       | Noruega      | 0         | 2        |         |

### Semifinals
Cada grup es disputava amb un tots contra tots, on els combats que no eren necessaris per al resultat final no es disputaven. Els combats eren a dos tocs, i cada esgrimidor d'una nació s'enfrontava contra tots els de l'altra. La nació que guanyava més combats individuals s'emportava el punt. En cas d'empat, 8-8, es tenien en compte els tocs totals. Els dos primers de cada grup es classificaven per disputar la segona ronda.
| Sèrie A | Sèrie A      | Sèrie A   | Sèrie A  | Sèrie A |
| Pos.    | Nació        | Victòries | Derrotes | Qual.   |
| ------- | ------------ | --------- | -------- | ------- |
| 1       | França       | 3         | 0        | Q       |
| 2       | Bèlgica      | 2         | 1        | Q       |
| 3       | Estats Units | 1         | 2        |         |
| 4       | Espanya      | 0         | 3        |         |

| Sèrie B | Sèrie B        | Sèrie B   | Sèrie B  | Sèrie B |
| Pos.    | Nació          | Victòries | Derrotes | Qual.   |
| ------- | -------------- | --------- | -------- | ------- |
| 1       | Itàlia         | 3         | 0        | Q       |
| 2       | Portugal       | 2         | 1        | Q       |
| 3       | Txecoslovàquia | 1         | 2        |         |
| 4       | Països Baixos  | 0         | 3        |         |

### Final
La final es disputà amb el sistema de tots contra tots. Els combats eren a dos tocs, i cada esgrimidor d'una nació s'enfrontava contra tots els de l'altra. La nació que guanyava més combats individuals s'emportava el punt. En cas d'empat, 8-8, es tenien en compte els tocs totals.
| Pos. | Nació    | Victòries | Derrotes |
| ---- | -------- | --------- | -------- |
| 1    | Itàlia   | 3         | 0        |
| 2    | França   | 2         | 1        |
| 3    | Portugal | 1         | 2        |
| 4    | Bèlgica  | 0         | 3        |